# Enzymy trawienne
Enzymy trawienne – grupa enzymów wydzielanych w układzie pokarmowym, w większości hydrolaz (enzymów hydrolitycznych), katalizujących rozkład związków bardziej złożonych do prostszych (z udziałem wody). U wszystkich heterotrofów (organizmów cudzożywnych) procesy trawienia przebiegają podobnie i uczestniczą w nich takie same lub bardzo podobne grupy enzymów, które wytwarzane są przez wyspecjalizowane gruczoły trawienne.

## Podział
- Peptydazy (podgrupa proteaz, enzymów proteolitycznych) – powodują rozpad wiązań peptydowych w białkach. Ich synteza i wydzielanie odbywa się w postaci nieczynnych proenzymów, formę aktywną przyjmują dopiero w świetle przewodu pokarmowego, w wyniku działania określonych czynników (np. pepsynogen aktywuje się do pepsyny pod wpływem niskiego pH w żołądku). Dzieli się je ze względu na miejsce działania w cząsteczce białka:
  - endopeptydazy – powodują rozpad wiązań peptydowych w środku łańcucha aminokwasów,
  - egzopeptydazy – powodują rozpad skrajnych wiązań peptydowych w łańcuchu.
- Amylazy (enzymy amylolityczne) – powodują rozpad wiązań glikozydowych w węglowodanach.
- Lipazy (enzymy lipolityczne) – powodują hydrolizę wiązań estrowych w tłuszczach. Dzięki żółci ich działanie jest skuteczniejsze.
- Nukleazy – powodują rozpad kwasów nukleinowych na pentozy, zasady purynowe i pirymidynowe oraz kwas fosforowy. Nukleazy dzieli się:
  - ze względu na miejsce działania, na:
    - endonukleazy – powodują rozpad wiązań fosfodiestrowych wewnątrz łańcucha kwasu nukleinowego, co prowadzi do powstania oligonukleotydów;
    - egzonukleazy – powodują odłączanie nukleotydów od końców kwasu nukleinowego;

  - ze względu na rodzaj kwasu nukleinowego, na który działają, na:
    - rybonukleazy – działają na kwasy rybonukleinowe (RNA);
    - deoksyrybonukleazy – działają na kwas deoksyrybonukleinowy (DNA).

## Rodzaje
| Miejsce działania | Wydzielnia     | Optymalne pH | Gruczoł wytwarzający            | Nazwa enzymu (rodzaj enzymu)         | Działanie |
| ----------------- | -------------- | ------------ | ------------------------------- | ------------------------------------ | --- |
| jama ustna        | ślina          | 7            | gruczoły ślinowe(ślinianki)     | amylaza ślinowa                      | Zapoczątkowuje wstępne trawienie węglowodanów, rozcina długołańcuchowe polisacharydy (skrobię i glikogen) na dekstryny (oligosacharydy) i maltozę.                                    |
| jama ustna        | ślina          | 7            | gruczoły ślinowe(ślinianki)     | lizozym                              | Nie uczestniczy w trawieniu pokarmu, ma działanie bakteriobójcze. |
| żołądek           | sok żołądkowy  | 1-2          | gruczoły żołądkowe              | pepsyna (endoproteaza)               | Zapoczątkowuje rozkład białek (polipeptydów) na krótsze łańcuchy polipeptydowe i oligopeptydy. Jest również aktywatorem dla następnych cząsteczek pepsynogenu(zjawisko autokatalizy). |
| żołądek           | sok żołądkowy  | 1-2          | gruczoły żołądkowe              | podpuszczka (rennina)                | Ścina kazeinę (białko mleka) na parakazeinian wapnia. Występuje jedynie w okresie niemowlęcym                                                                                         |
| żołądek           | sok żołądkowy  | 1-2          | gruczoły żołądkowe              | lipaza żołądkowa                     | Zapoczątkowuje rozkład zemulgowanych tłuszczów (np. mleka, śmietany) na diacyloglicerole, monoacyloglicerole, glicerol i kwasy tłuszczowe.                                            |
| Jelito cienkie    | sok trzustkowy | 7,1–8,4      | trzustka                        | amylaza trzustkowa                   | |
| Jelito cienkie    | sok trzustkowy | 7,1–8,4      | trzustka                        | trypsyna                             | Dalszy rozkład polipeptydów na peptydy i oligopeptydy. Trypsyna jest również aktywatorem następnych cząsteczek trypsynogenu (zjawisko autokatalizy) i chymotrypsynogenu.              |
| Jelito cienkie    | sok trzustkowy | 7,1–8,4      | trzustka                        | chymotrypsyna                        | Dalszy rozkład polipeptydów na peptydy i oligopeptydy. Trypsyna jest również aktywatorem następnych cząsteczek trypsynogenu (zjawisko autokatalizy) i chymotrypsynogenu.              |
| Jelito cienkie    | sok trzustkowy | 7,1–8,4      | trzustka                        | elastaza                             | Rozcinania wiązania peptydowe, zlokalizowane w pobliżu aminokwasów o małych łańcuchach bocznych np.: glicyna, alanina, seryna. Degraduje elastynę.                                    |
| Jelito cienkie    | sok trzustkowy | 7,1–8,4      | trzustka                        | karboksypeptydazy                    | Rozkład skrajnych wiązań peptydowych, odłączając pojedyncze aminokwasy od C-końca (końca karboksylowego).                                                                             |
| Jelito cienkie    | sok trzustkowy | 7,1–8,4      | trzustka                        | nukleazy trzustkowe (DN-aza, RN-aza) | Rozkładają kwasy nukleinowe na nukleotydy. |
| Jelito cienkie    | sok trzustkowy | 7,1–8,4      | trzustka                        | lipaza trzustkowa                    | Rozkład zemulgowanych tłuszczów na diacyloglicerole, monoacyloglicerole, glicerol i kwasy tłuszczowe. Żółć pomaga w emulgacji tłuszczów.                                              |
| Jelito cienkie    | sok jelitowy   | >7           | gruczoły jelitowe (Lieberkühna) | maltaza (disacharydaza)              | Rozkład maltozy (disacharydu) na 2 cząsteczki glukozy. |
| Jelito cienkie    | sok jelitowy   | >7           | gruczoły jelitowe (Lieberkühna) | laktaza (disacharydaza)              | Rozkłada disacharyd laktozę do glukozy i galaktozy. |
| Jelito cienkie    | sok jelitowy   | >7           | gruczoły jelitowe (Lieberkühna) | sacharaza (disacharydaza)            | Rozkłada disacharyd sacharozę do glukozy i fruktozy. |
| Jelito cienkie    | sok jelitowy   | >7           | gruczoły jelitowe (Lieberkühna) | karboksypeptydazy                    | Rozkład skrajnych wiązań peptydowych, odłączając pojedyncze aminokwasy od C-końca (końca karboksylowego).                                                                             |
| Jelito cienkie    | sok jelitowy   | >7           | gruczoły jelitowe (Lieberkühna) | aminopeptydazy                       | Rozkład skrajnych wiązań peptydowych, odłączając pojedyncze aminokwasy od N-końca (końca aminowego).                                                                                  |
| Jelito cienkie    | sok jelitowy   | >7           | gruczoły jelitowe (Lieberkühna) | nukleotydazy                         | Rozkład nukleotydów na nukleozydy |
| Jelito cienkie    | sok jelitowy   | >7           | gruczoły jelitowe (Lieberkühna) | nukleozydazy i fosfatazy             | Rozkład nukleozydów na zasady azotowe, cukry i fosforany |